# Xyris asterotricha
Xyris asterotricha är en gräsväxtart som beskrevs av John Michael Lock. Xyris asterotricha ingår i släktet Xyris och familjen Xyridaceae.
Artens utbredningsområde är Zimbabwe. Inga underarter finns listade i Catalogue of Life.